# Carte de résident permanent aux États-Unis
Pour les articles homonymes, voir Résident permanent, Green card et Carte verte.

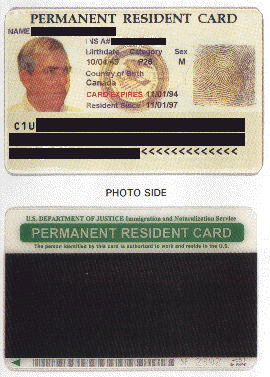
Carte de résident permanent des années 1990.

La carte de résident permanent aux États-Unis,  plus connue sous le nom de green card (« carte verte »), est un document d'identification émis par les services de citoyenneté et d'immigration (en) américain (USCIS). Il permet aux citoyens non américains de s'installer et de travailler légalement aux États-Unis sans avoir besoin de visa. Les droits et devoirs des porteurs de la carte sont en tous points identiques à ceux d'un citoyen américain à l'exception du droit de vote et de servir comme juré ; le titulaire a cependant l'obligation d'avoir toujours sur soi la carte en cas de contrôle de la régularité de son séjour.

## Origine
Le terme carte verte vient de la couleur du papier utilisée par le formulaire I-151, prédécesseur de la carte, qui fut de couleur verte jusqu'en 1964. Depuis cette date, la carte a été de différentes couleurs, mais elle est toujours connue sous le nom de carte verte. La carte, en 2006, est plutôt de couleur blanche sur le devant avec le nom du porteur, sa photo et d'autres informations, et contient un bandeau vert foncé au verso avec divers systèmes empêchant la contrefaçon.

## Loi
La carte verte donne à son détenteur le droit de résider de manière permanente sur le sol américain et d'y exercer une activité professionnelle. La loi américaine exige cependant que les détenteurs de la carte verte l'aient en leur possession à tout moment, alors que les citoyens ne sont pas tenus par la loi d'avoir des papiers d'identité.
Les cartes vertes étaient délivrées par l'Immigration and Naturalization Service (INS), qui fait maintenant partie du département de la Sécurité intérieure et s'appelle désormais United States Citizenship and Immigration Services (en) (USCIS).

## L'obtention de la carte verte
Il y a, en général, quatre possibilités pour obtenir la carte verte, qui peuvent prendre quelques mois à plusieurs années selon le type de demande et le pays d'origine. À savoir, être parrainé par un parent, par sa famille, par un employeur ou être sélectionné à la loterie de la carte verte (connue sous le nom de « Diversity Visa lottery », ou « DV lottery »).

### Par un employeur
Il n'est pas nécessaire d'être préalablement employé par l'employeur faisant la démarche, ni de résider aux États-Unis avec un autre visa.
La marche à suivre est la suivante :
1. L'employeur doit obtenir une Prevailing Wage Determination[1] du Department of Labor pour l'offre d'emploi proposée. Cela correspond au salaire minimal que l'employeur devra payer pour cet emploi. Ainsi, afin de protéger le marché du travail américain, le Department of Labor s'assure que l'employeur n'utilise pas la carte verte dans le but d'obtenir de la main-d'œuvre bon marché à l'étranger. Ce processus peut prendre plusieurs mois, selon le temps que le Department of Labor prend pour répondre à la demande.
2. L'employeur doit ensuite obtenir une Labor Certification[2] du Department of Labor, souvent appelée PERM. Pour cela, pendant une période dite de « recrutement », l'employeur doit publier l'offre d'emploi dans des médias approuvés (certains journaux...) pendant un temps défini. L'employeur doit ensuite fournir la preuve qu'aucun candidat déjà résident aux États-Unis et ayant postulé à cette offre d'emploi ne répond aux critères pour faire le travail proposé. Le Department of Labor s'assure ainsi que les résidents américains ont la priorité sur le marché du travail, et que le marché du travail dans le domaine proposé pourra bénéficier d'immigrants supplémentaires qualifiés dans le domaine en question. Cette étape n'est pas garantie de succès, et prend généralement de 6 mois à 18 mois en cas d'audit, en incluant la période de « recrutement ». La Priority Date est le jour où le dossier (formulaire ETA 9089) est envoyé au Department of Labor.
3. L'employeur peut ensuite présenter une Immigrant Petition for Alien Worker (formulaire I-140) auprès du département de la Sécurité intérieure, aux services de l'immigration (USCIS). L'USCIS utilise les documents obtenus précédemment auprès du Department of Labor, ainsi que des documents (traduits, si besoin) sur l'expérience professionnelle et/ou académique du candidat, et vérifie que le candidat répond bien à tous les critères définis par l'offre d'emploi. Un avocat expérimenté est généralement indispensable pour cette étape : les documents et formulaires à fournir sont nombreux et parfois complexes, et de multiples jurisprudences sont à prendre en compte pour certains aspects du dossier. Cette étape peut prendre de quelques jours (si l'option de premium processing a été choisie, moyennant une somme d'argent supplémentaire) à plus de 6 mois. Il est tout à fait possible que la demande soit rejetée si l'USCIS détermine que les conditions ne sont pas remplies.
4. Une fois le formulaire I-140 approuvé par l'USCIS, le processus se met en pause jusqu'à ce que la Priority Date obtenue à l'étape 2 se situe avant la Final Action Date donnée par le Department of State dans le Visa Bulletin[3] publié chaque mois, pour la catégorie demandée. Les ressortissants de certains pays comme l'Inde ont des temps d'attente parfois extrêmement longs (pouvant dépasser la dizaine d'années) selon la catégorie, car la loi fixe des quotas par pays[4]. Pour les pays francophones, le temps d'attente est la plupart du temps inexistant, mais cela peut dépendre de la période de l'année, à cause de quotas annuels (le nombre de carte vertes produit chaque année est limité par la loi, et il peut être nécessaire d'attendre l'année fiscale suivante).
5. Une fois cette attente terminée, l'employé peut faire la demande de carte verte. Il y a plusieurs façons de procéder selon que l'employé est déjà aux États-Unis (Adjustment of Status, ou I-485), ou s'il réside à l'étranger (Consular Processing). Cette étape prend généralement de 3 à 12 mois jusqu'à la réception de la carte verte. Dans le cas du Adjustment of Status, il est à noter que cette étape peut être faite en parallèle de l'étape 3, s'il n'y a pas de temps d'attente à l'étape 4, ce qui est généralement le cas pour les ressortissants des pays francophones. Les deux procédures (Adjustment of Status et Consular Processing) sont assez différentes. Néanmoins, plusieurs choses sont nécessaires dans les deux cas :
  1. Un examen médical (formulaire I-693) par un médecin assermenté qui va déterminer si la santé (et les vaccinations) de l'employé sont compatibles avec les critères[5] de résidence aux États-Unis.
  2. Les empreintes digitales sont prises
  3. Une vérification des antécédents est faite.

Il faut aussi noter que certains emplois particuliers permettent d'obtenir une carte verte via une procédure simplifiée.

### Par des compétences exceptionnelles
Un candidat ayant des compétences exceptionnelles et faisant la preuve que son travail bénéficiera aux États-Unis peut demander une carte verte sans passer par une offre d'emploi et un employeur.

### Par un investissement
La carte verte peut également être obtenue via un investissement important (au moins 900 000 dollars) dans une entreprise permettant la création d'emplois aux États-Unis.

### Par la famille
Il est possible d'obtenir la carte verte si le candidat est directement lié à un citoyen américain. C'est le cas d'époux, d'enfants ayant moins de 21 ans et les parents du citoyen âgé de 21 ans et plus.
Certaines catégories sont également privilégiées comme les frères et sœurs d'un citoyen américain de 21 ans minimum, les enfants non mariés ayant plus de 21 ans et les enfants de n'importe quel âge qui seraient déjà mariés.
Un membre de la famille de quelqu'un ayant obtenu une carte verte est également éligible.
Cette possibilité concerne uniquement la famille directe (cousins, oncles, etc., sont exclus).

### En tant que réfugié ou demandeur d'asile
Les réfugiés et demandeurs d'asile peuvent faire une demande de carte verte.

### Autres moyens d'obtenir une carte verte
Il existe d'autres façons d'obtenir une carte verte. C'est le cas des possesseurs du visa K, étant fiancés à des Américains.

### La carte verte obtenue par loterie
Chaque année, dans le cadre de son programme diversity immigrant visa program (programme pour maintenir une certaine diversité parmi la population d'immigrés aux États-Unis), le gouvernement américain organise une loterie gratuite permettant à environ 50 000 étrangers de recevoir le fameux sésame. Cette loterie a lieu entre le mois d'octobre et le mois de novembre de chaque année, Un gagnant de la loterie DV n'obtient pas automatiquement une carte verte, mais la possibilité de demander une carte verte.
L'inscription est gratuite et nécessite d'avoir une photo numérisée à soumettre pour entrer dans la loterie. Elle n'est ouverte qu'aux ressortissants de certains pays chaque année. Les pays considérés à forte admission d'immigrants, c’est-à-dire les plus de 50 000 ressortissants qui se sont installés aux États-Unis dans les cinq dernières années, sont exclus de la loterie .

#### Les conditions pour participer à la loterie
Avoir minimum l'équivalent du baccalauréat ou 2 ans d'expérience dans les 5 dernières années en rapport avec une occupation nécessitant 2 années de stage ou d'expérience.
Il faut également depuis 2019 avoir un passeport valide afin de pouvoir participer.

#### Arnaque de la loterie
De nombreuses sociétés en ligne proposent de s'occuper de l'inscription en lieu et place des candidats à l'immigration. Certains prétendent même que, en passant par leur intermédiaire, le candidat augmente ses chances d'être sélectionné. Même si certaines de ces sociétés peuvent être crédibles, il est déconseillé sur Internet de passer par ces mandataires au regard de la complexité de différencier le vrai du faux. En fait, cela peut même ralentir l'inscription ou celle-ci peut carrément ne pas être faite du tout par le mandataire puisqu'il est impossible de savoir si l'inscription est réellement faite. Certains font également parfois croire aux candidats qu'ils ont été sélectionnés et leur demandent de l'argent supplémentaire afin de leur donner accès à leur dossier. En lutte contre ce type de fraude, le département d'état et la Federal Trade Commission ont publié des avertissements.
Dans certains pays, en Afrique particulièrement, la plupart des candidats participent par le biais des sociétés tierces, qui sont généralement des cybers cafés. Ces sociétés aident et conseillent les candidats dans différentes phases du programme (Inscription, préparation interview, etc.).

#### Vérifier sa participation au programme
Le candidat doit se rendre sur le site officiel de la DVlottery afin de s'assurer qu'il a réellement été tiré au sort. Cela se passe habituellement au début du mois de mai de chaque année. Seul ce site permet de vérifier et de confirmer son statut. Il est à noter que le fait d'être sélectionné ne garantit aucunement l'obtention d'une carte verte. En effet, sur 100 000 présélectionnés, seuls 50 000 candidats obtiennent une green card chaque année.
Après avoir été sélectionné, le candidat doit démontrer que son profil est conforme aux conditions d'éligibilité du programme. Un dossier est à constituer et doit être renvoyé au Kentucky Consular Center dans les plus brefs délais afin d'augmenter ses chances d'obtenir une carte verte. Une visite médicale doit également être passée afin de garantir que le candidat ne souffre pas d'une maladie trop coûteuse pour le gouvernement américain. Enfin, le candidat doit se rendre à un consulat ou une ambassade américaine afin de passer un entretien en vue de l'obtention de la carte verte.

### Photo de la carte verte
Une autre exigence pour une demande de carte verte réussie est une photo de carte verte. La photo doit avoir été prise au cours des six derniers mois et doit représenter l'apparence actuelle du demandeur. La photo doit être téléchargée sous forme numérique – les images numériques et les scans sont tous deux acceptés. Les conditions requises pour une photo de carte verte valide sont les suivantes :
- Expression faciale neutre
- Vous devez regarder directement dans l'appareil photo et avoir tout votre visage sur la photo.
- Porter des vêtements normaux. Une tenue ou des uniformes extravagants peuvent entraîner le rejet de la photo. Les vêtements religieux sont toutefois autorisés.
- Le fond doit être blanc ou crème.
- Les lunettes, les écouteurs et autres objets ne doivent pas être portés.
- La photo doit être prise au cours des six derniers mois.
- Le format du fichier doit être JPEG.
- La taille du fichier doit être de 240 ko au maximum.
- La résolution de l'image doit être de 600 × 600 pixels.
- L'image doit être en couleur (24 bits par pixel). Les images en noir et blanc 24 bits ou 8 bits ne sont pas acceptées.
- Hauteur de la tête de 300 à 412 pixels du menton au sommet de la tête (50-69 %).
- Les yeux doivent se trouver entre 338 et 412 pixels du bas de la photo (56-69 %)

## Conserver la carte verte
Il est possible de perdre sa carte verte et donc sa résidence permanente de plusieurs manières.
Commettre certains actes ou partir vivre de manière permanente à l'étranger peut faire perdre la carte verte. Il faut également demander un permis d'entrée dès lors qu'on quitte les États-Unis plus d'un an de manière consécutive. Rester deux ans en dehors des États-Unis peut également faire perdre la résidence permanente si l'on a obtenu un permis d'entrée mais pas de visa. Ne pas remplir sa déclaration d'impôts en étant à l'étranger est également un motif d'abandon de carte verte.

## Statistiques
Le plus grand nombre de cartes vertes est actuellement délivré aux demandeurs du Mexique. En 2013, il y avait 135 028 cartes. Venaient ensuite la république populaire de Chine (71 798), l'Inde (68 458), les Philippines (54 446), la République dominicaine (41 311), Cuba (32 219), le Vietnam (27 101), la Corée du Sud (23 166), la Colombie (21 131), Haïti (20 351), la Jamaïque (19 400) et le Salvador (18 260). Le pays européen comptant le plus de bénéficiaires de cartes vertes était le Royaume-Uni.
En 2011, la Californie comptait le plus grand nombre de résidents permanents (3 380 000), suivie par l'État de New York (1 620 000), le Texas (1 280 000), la Floride (1 270 000), l'Illinois (550 000) et le Massachusetts (330 000).
En 2011, sur un total de 13 070 000 résidents permanents, on estime que 180 000 (un peu moins de 1,4 %) sont nés en Allemagne.